# Comune di Saki
Il comune di Saki (in russo Сакский горсовет?; in ucraino Сакська міськрада?; in tataro: Saq şeer şurası) è un circondario urbano della Crimea con 28.522 abitanti al 2013. Il capoluogo è l'omonima città, con cui coincide.

## Geografia antropica

### Suddivisioni amministrative
Il comune coincide con la città di Saki.